# Leiophron reclinator
Leiophron reclinator is een insect dat behoort tot de orde der vliesvleugeligen (Hymenoptera) en de familie van de schildwespen (Braconidae). De wetenschappelijke naam van de soort werd voor het eerst geldig gepubliceerd in 1856 door Johannes Friedrich Ruthe.